# Kertaharja (Tanjungkerta)
Kertaharja is een bestuurslaag in het regentschap Sumedang van de provincie West-Java, Indonesië. Kertaharja telt 2288 inwoners (volkstelling 2010).